# 美國兒科學會
美國兒科學會（英語：American Academy of Pediatrics，簡稱AAP）是美國的兒科研究學會，總部位於伊利諾伊州埃爾克格羅夫村，並在華盛頓特區設有辦公室。

## 沿革
該學會由35名兒科醫生於1930年成立，以確立兒童衞生保健標準為宗旨，目前擁有約6萬4000名會員，以及約390名員工。美國兒科學會還擁有世界上最大的兒科出版體系，出版物包括電子產品、專業文獻、醫學教材、實踐管理出版物、患者育材料和育兒書籍等。
值得注意的是，有六萬餘名會員的美國兒科學會出於學術專業而支持同性伴侶收養，擁有五百名會員的基督教信仰倡議團體「美國兒科醫學院」（American College of Pediatricians，簡稱ACPeds）則因為基督教信仰因素反對同性伴侶收養。兩者名稱極易混淆，實乃不同團體。